# 上海市新川中学
上海市新川中学（Shanghai Xinchuan Highschool），或简称新川中学，是上海市首批区级实验性示范性高中。老校区位于上海市浦东新区川沙新镇新德西路196号。新校区位于浦东新区妙川路981号。于2010年9月开始办学。该校由原侨光中学和五三中学的高中部合并而成，占地13800平方米（老校区）。

## 校训
学校以“真、实、细”三字作为校训。其中，真字的含义为真理、真实、真人；实字的含义为平实、厚实、务实；细字的含义为细心、细致、细节。

## 新校区
新校区（浦东新区妙川路981号）于2023年秋季开始使用，2023年开始新川中学招收的新生都在新校区就读。
与老校区（上海市浦东新区川沙新镇新德西路196号）同样，新校区也不提供住宿，截至2024年11月，新校区的化学实验室至今未投入使用（据该校职工表示，是因为实验药品仍未到齐）,该校区在2024年暑假期间（7至8月份）进行了楼道的布置和简单装修，在楼道内增加了许多电子设备,但据查证，截至2024年11月，这些设备没有投入使用。

## 争议
2020年11月7日凌晨，上海新川中学18岁女学生欣欣（化名）跳河离世。学校至今仍未作出解释。